# Warszewiczia coccinea
Warszewiczia coccinea là một loài thực vật có hoa trong họ Thiến thảo. Loài này được (Vahl) Klotzsch miêu tả khoa học đầu tiên năm 1853. Đây là loài hoa biểu tượng của Trinidad và Tobago, vì nó nở vào ngày 31 tháng 8, cũng là ngày độc lập của quốc gia này khỏi Anh.

## Tên đồng nghĩa
- Calycophyllum coccineum (Vahl) DC.
- Macrocnemum coccineum Vahl
- Mussaenda coccinea (Vahl) Poir.
- Warszewiczia macrophylla Wedd.
- Warszewiczia maynensis Wedd.
- Warszewiczia poeppigiana Klotzsch
- Warszewiczia pulcherrima Klotzsch
- Warszewiczia schomburgkiana Klotzsch
- Warszewiczia splendens Wedd.[2]

## Hình ảnh

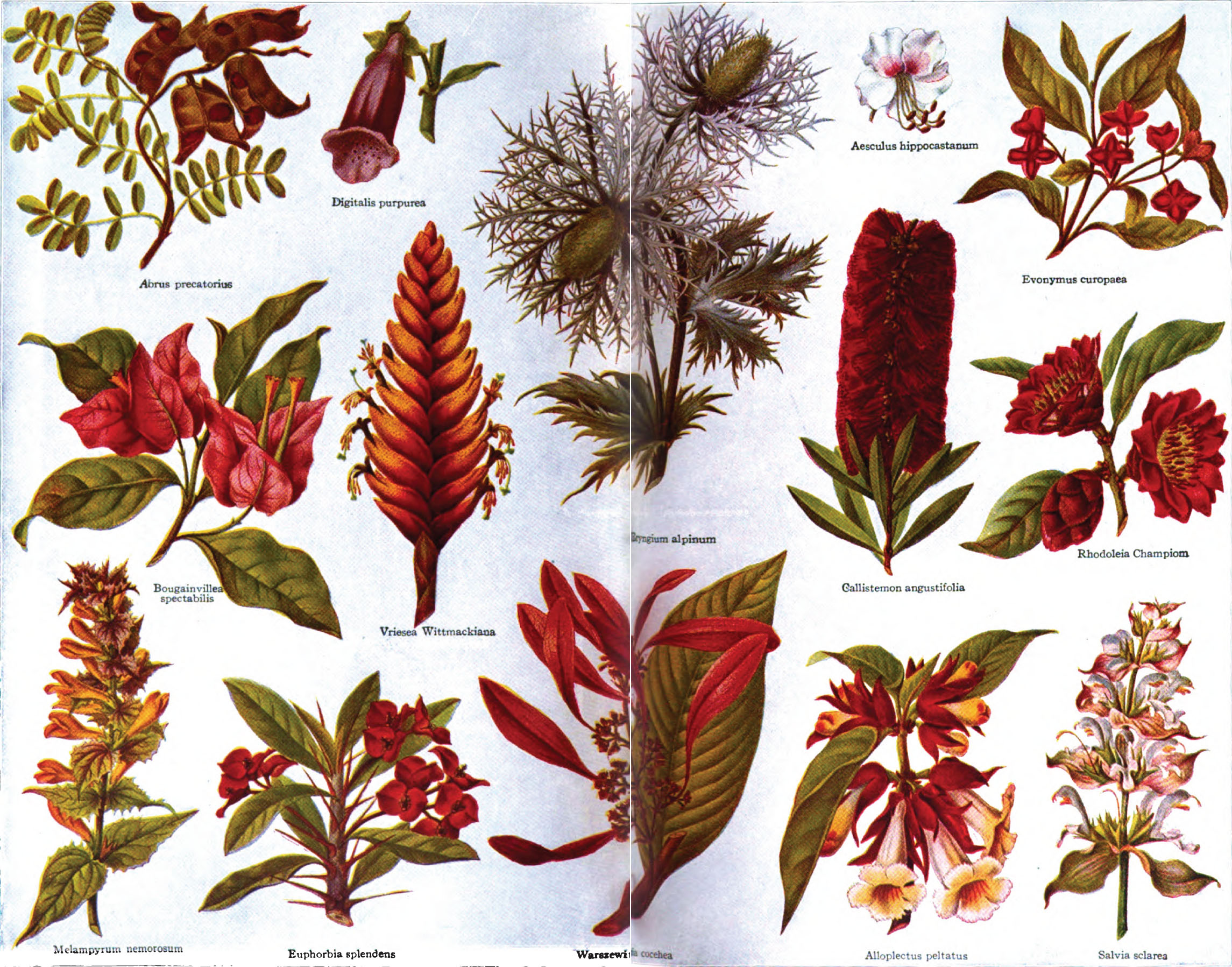
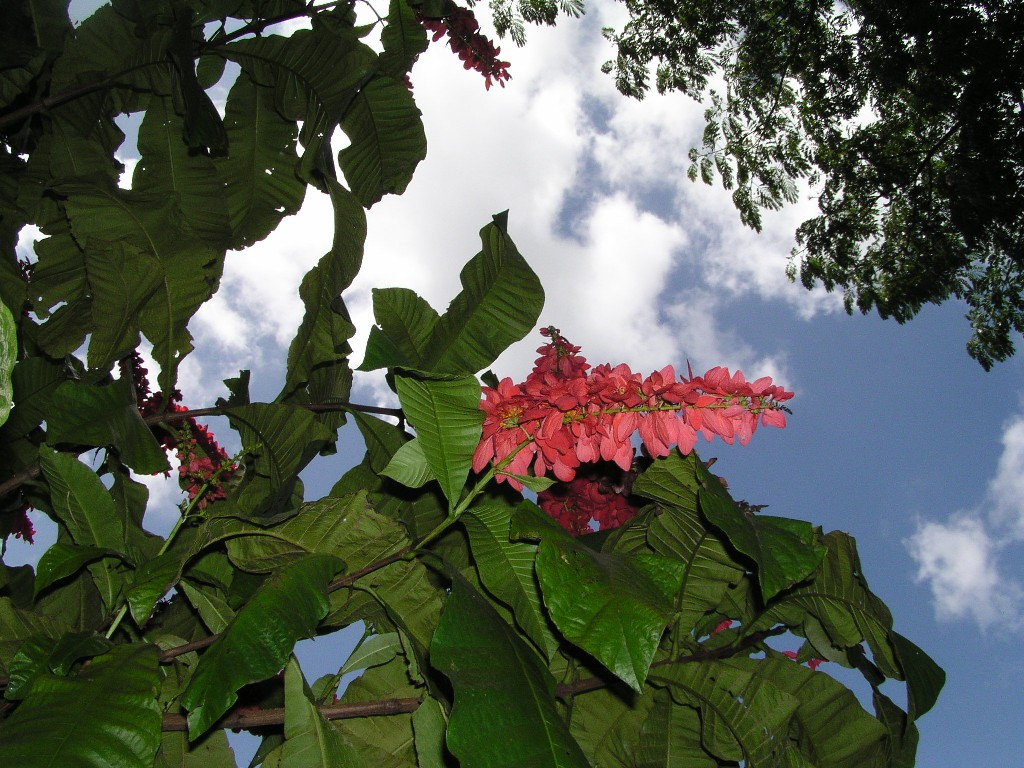
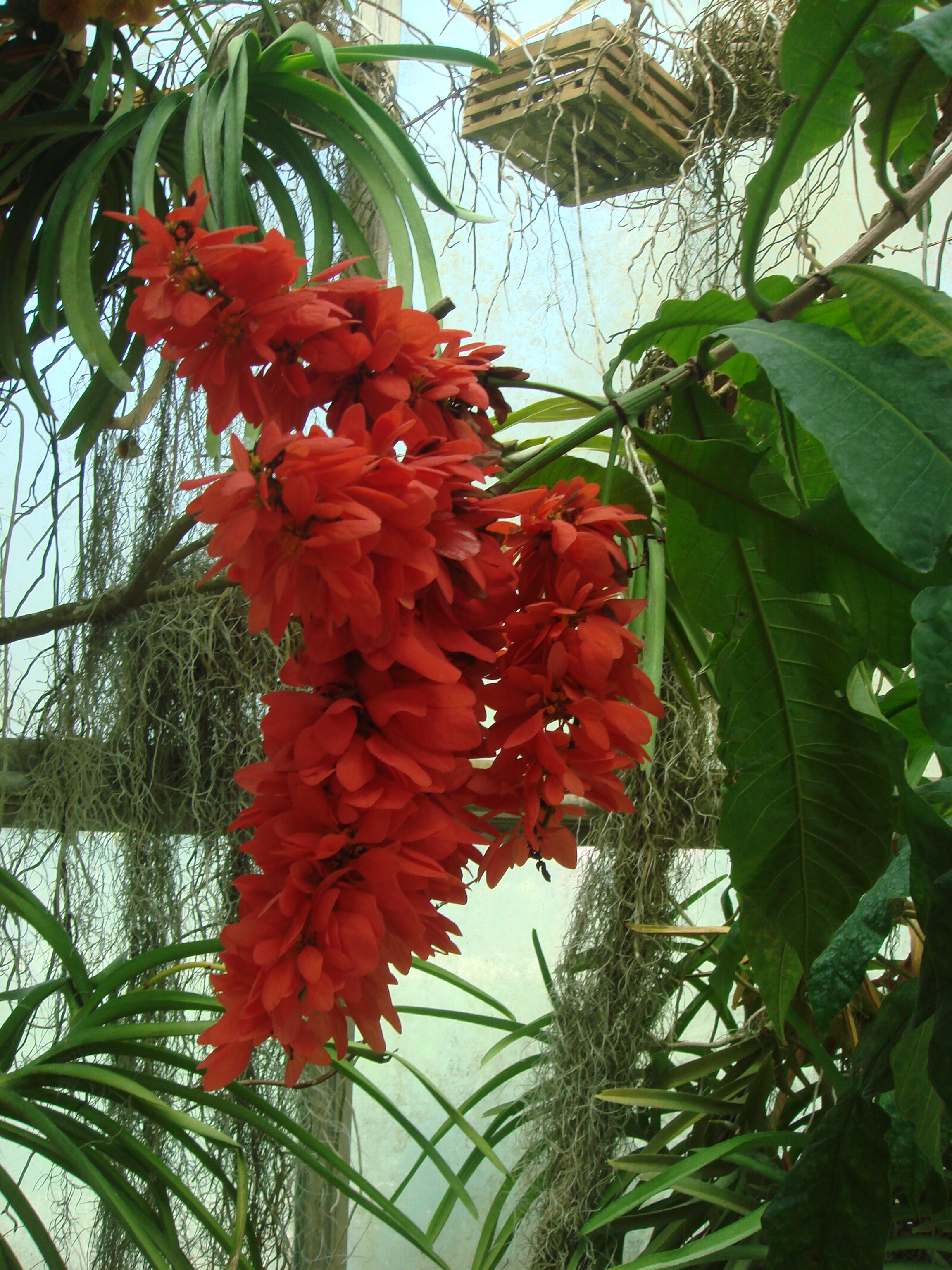
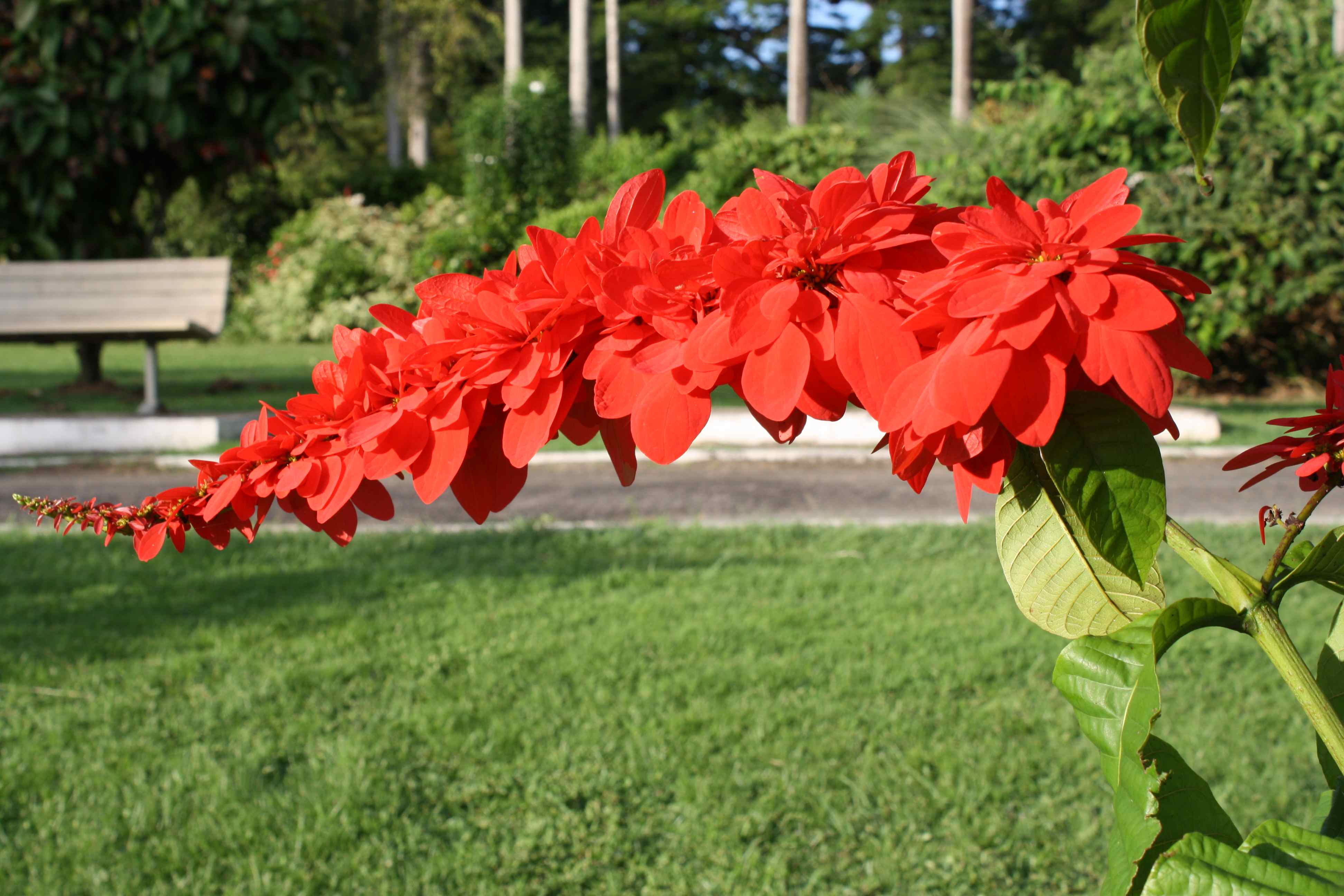